# Marion Yorck von Wartenburg
Marion Yorck hrabina von Wartenburg (ur. 14 czerwca 1904 w Berlinie, zm. 13 kwietnia 2007 tamże) – niemiecka prawniczka, członkini antyhitlerowskiego Kręgu z Krzyżowej. Żona współzałożyciela tego ugrupowania, Petera Yorcka von Wartenburg.
Wychowała się w rodzinie Winterów, jako córka radcy w pruskim ministerstwie kultury. Początkowo zamierzała studiować medycynę, szybko jednak przeniosła się na studia prawnicze. W 1928 r., podczas pobytu w jednym ze śląskich majątków, poznała Petera Yorck von Wartenburg. Po ukończeniu studiów i obronie dysertacji doktorskiej pobrali się pod koniec maja 1930.
Początkowo zamieszkali we Wrocławiu, a w 1936 przeprowadzili się do mieszkania przy Hortensienstraße w berlińskiej dzielnicy Lichterfelde, które stało się jednym z najważniejszych miejsc spotkań członków Kręgu z Krzyżowej. Marion Yorck brała udział w większości rozmów Kręgu oraz uczestniczyła w pracach organizacyjnych ugrupowania. Po zamachu na Hitlera w 1944 r. została aresztowana. Uniknęła jednak represji i udało się jej przeżyć wojnę. Po ukończeniu aplikacji prawniczej pracowała od 1946 jako prawniczka i sędzia w Berlinie. Angażowała się w walkę z dyskryminacją środowisk homoseksualnych. Zmarła w Berlinie w 2007, w wieku 102 lat.
Wspomnienia z okresu zaangażowania w prace Kręgu z Krzyżowej zawarła w dwóch publikacjach:
- Die Stärke der Stille. Erinnerungen an ein Leben im Widerstand (wraz z Claudią Schmölders), Brendow, Moers 1998 (pierwsze wydanie: Diederichs, Köln 1987, ISBN 3-424-00787-0), ISBN 3-87067-717-1.
- The Power of Solitude. My Life in the German Resistance, University of Nebraska Press, Lincoln, NE / London 2000, ISBN 0-8032-9915-X / ISBN 0-8032-4915-2.